# Listas de exoplanetas

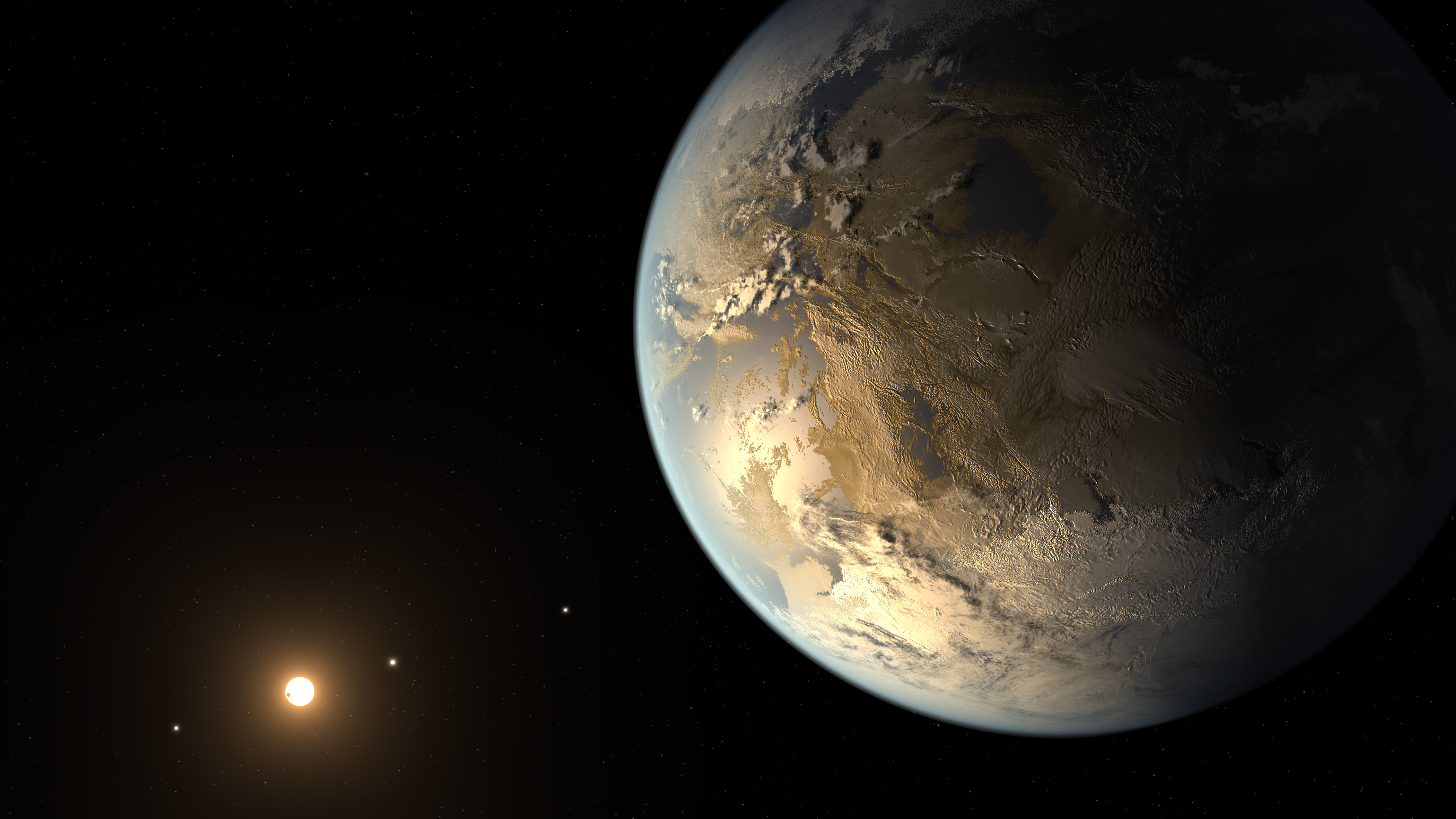
Conceito artístico do exoplaneta potencialmente habitável Kepler-186f

Esta é uma lista de exoplanetas. Em 2 de março de 2022, havia 4.980 exoplanetas confirmados em 3.670 sistemas planetários, com 813 sistemas com mais de um planeta. A maioria deles foi descoberta pelo telescópio espacial Kepler. Há mais 2.058 exoplanetas potenciais da primeira missão do Kepler ainda a serem confirmados, bem como 1.024 da missão "Segunda Luz" e 3.505 da missão Transiting Exoplanet Survey Satellite (TESS).
Para listas anuais de propriedades físicas, orbitais e outras, bem como de circunstâncias de descoberta e outros aspectos, consulte § Listas específicas de exoplanetas.

## Nomenclatura
A convenção para designar exoplanetas é uma extensão do sistema usado para designar sistemas de estrelas múltiplas, conforme adotado pela União Astronômica Internacional (IAU). Para exoplanetas orbitando uma única estrela, a designação da IAU é formada tomando o nome designado ou próprio de sua estrela-mãe e adicionando uma letra minúscula. As letras são dadas na ordem de descoberta de cada planeta ao redor da estrela-mãe, de modo que o primeiro planeta descoberto em um sistema seja designado "b" (a estrela-mãe é considerada "a") e planetas posteriores recebem letras subsequentes. Se vários planetas no mesmo sistema forem descobertos ao mesmo tempo, o mais próximo da estrela recebe a próxima letra, seguido pelos outros planetas em ordem de tamanho orbital. Existe um padrão provisório sancionado pela IAU para acomodar a designação de planetas circumbinários. Um número limitado de exoplanetas tem nomes próprios sancionados pela IAU. Existem outros sistemas de nomenclatura.

## Métodos de detecção
- Trânsito: 3 552 (75.4%)
- Velocidade radial: 914 (19.4%)
- Microlente: 126 (2.7%)
- Imagem direta: 57 (1.2%)
- Variação do tempo de trânsito: 22 (0.5%)
- Variação de tempo do eclipse: 19 (0.4%)
- Modulação de brilho orbital: 9 (0.2%)
- Variação do tempo do pulsar: 8 (0.2%)
- Variação do tempo de pulsação: 2 (0.0%)
- Astrometria: 2 (0.0%)
- Cinemática do disco: 1 (0.0%)

Cerca de 97% de todos os exoplanetas confirmados foram descobertos por técnicas indiretas de detecção, principalmente por medidas de velocidade radial e técnicas de monitoramento de trânsito.

## Listas específicas de exoplanetas
- Lista de exoplanetas descobertos antes de 2000 (32)
- Lista de exoplanetas descobertos entre 2000-2009 (379)
- Lista de exoplanetas descobertos em 2010 (108)
- Lista de exoplanetas descobertos em 2011 (177)
- Lista de exoplanetas descobertos em 2012 (148)
- Lista de exoplanetas descobertos em 2013 (151)
- Lista de exoplanetas descobertos em 2014 (878)
- Lista de exoplanetas descobertos em 2015 (151)
- Lista de exoplanetas descobertos em 2016 (1.497)
- Lista de exoplanetas descobertos em 2017 (152)
- Lista de exoplanetas descobertos em 2018 (314)
- Lista de exoplanetas descobertos em 2019 (191)
- Lista de exoplanetas descobertos em 2020 (260)
- Lista de exoplanetas descobertos em 2021 (243)
- Lista de exoplanetas descobertos em 2022 (106)
- Lista de exoplanetas potencialmente habitáveis
- Lista de nomes próprios de exoplanetas
- Lista de sistemas multiplanetários
- Lista de exoplanetas descobertos usando a sonda Kepler
- Lista de exoplanetas observados durante a missão K2 do Kepler
- Lista de exoplanetas mais próximos